# اعدام فیل در آمریکا

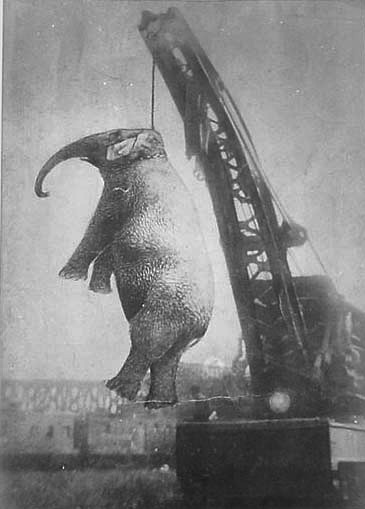
عکسی از اعدام فیلی به نام مری در سال ۱۹۱۶

اعدام فیل در آمریکا به پدیده گسترده‌ای اشاره دارد که در آن فیل‌ها به روش‌های مختلف (همچون دار زدن با جرثقیل یا برق گرفتگی) اعدام می‌شدند. اعدام فیل‌ها بیشتر طی دورهٔ کارناوال-سیرک، تقریباً بین سال‌های ۱۸۵۰ تا ۱۹۵۰ رخ می‌داد. حداقل ۳۶ فیل بین دههٔ ۱۸۸۰ و ۱۹۲۰ اعدام شدند.